# Масютко, Михаил Саввич
Масютко Михаил Саввич (род. 18 ноября 1918, с. Чаплинка — 18 ноября 2001, Луцк) — советский и украинский писатель, правозащитник, художник-график, литературовед, публицист.

## Биография
Михаил Саввич Масютко родился в селе Чаплинка Таврической губернии в семье церковного регента и учительницы.
В 1932—1933 годах семья жила в городе Алёшки. После семи лет обучения в школе, будущий писатель учился в Херсонском падагогическом институте на рабочем факультете, позже — на языково-литературном факультете Запорожского пединститута.
В 1937 году обвинён в контрреволюционной пропаганде и исключен из учебного заведения. В 1938 году осужден на 5 лет заключения и на 3 года лишен избирательных прав. срок отбывал на Колыме. В 1940 году после пересмотра дела был освобожден и реабилитирован. До 1942 году Масютко работал учителем немецкого языка в одной из школ Среднеканского района Хабаровского края. В 1942 году мобилизован в Красную армию. Находился на фронте. Демобилизован в 1945 году в Берлине. После окончания Второй мировой войны Масютко вернулся к своей семье в Крым. Он окончил Львовский педагогический и Московский полиграфический институты. Работал учителем в Феодосии, Киеве Волынской и Львовской областях.
В начале 1960-х годов, во время хрущевской «оттепели», приобщившись к национальному движению, М. С. Масютко написал ряд публицистических статей, которые распространялись в самиздате.
В августе 1965 году вторично арестован в Феодосии и через год отправлен в Львов. В марте 1966 года на закрытом заседании Львовского областного суда Михаил Масютка осужден на 6 лет лагерей строгого режима по обвинению в антисоветской националистической пропаганде и агитации.
В 1971 году, после освобождения из заключения городские власти запретили ему жить в собственном доме в Феодосии. Было запрещено селиться в Крыму, Киевской области и в Западной Украине.
Переехал вместе с семьей на Херсонщину, землю деда, прадеда и отца, и поселиться в с. Днепряны, где находился под пристальным наблюдением агентов КГБ вплоть до развала СССР. Именно в периоде проживания в Днепрянах были написаны большинство творческих работ Масютко.
В сентябре 2001 года, на 83-м году жизни был вынужден переехать в Луцк. 18 ноября того же года, ровно в день своего рождения, Михаила Масютко умер, предварительно завещав всю свою библиотеку Днепрянской школе. Похоронен в Луцке на пригородном кладбище.
18 ноября 2018 года на государственном уровне в Украине отмечается памятная дата — 100 лет со дня рождения Михаила Масютко (1918—2001), писателя, политзаключенного советского режима.

## Творчество
- В плену зла (написан в 1985 году, опубликован в 1999)[5]
- Химера
- Колымские консервы
- Воспоминания о пребывании в лагере для политзаключенных в 1938 году
- Освобождение Кардинала Слепого
- О пребывании в лагере для политзаключенных в Мордовии в 1966 году
- Человеческая рука: Воспоминания о сталинских репрессиях
- Украина, моя разорена…